# القصر الصغير (فرنسا)

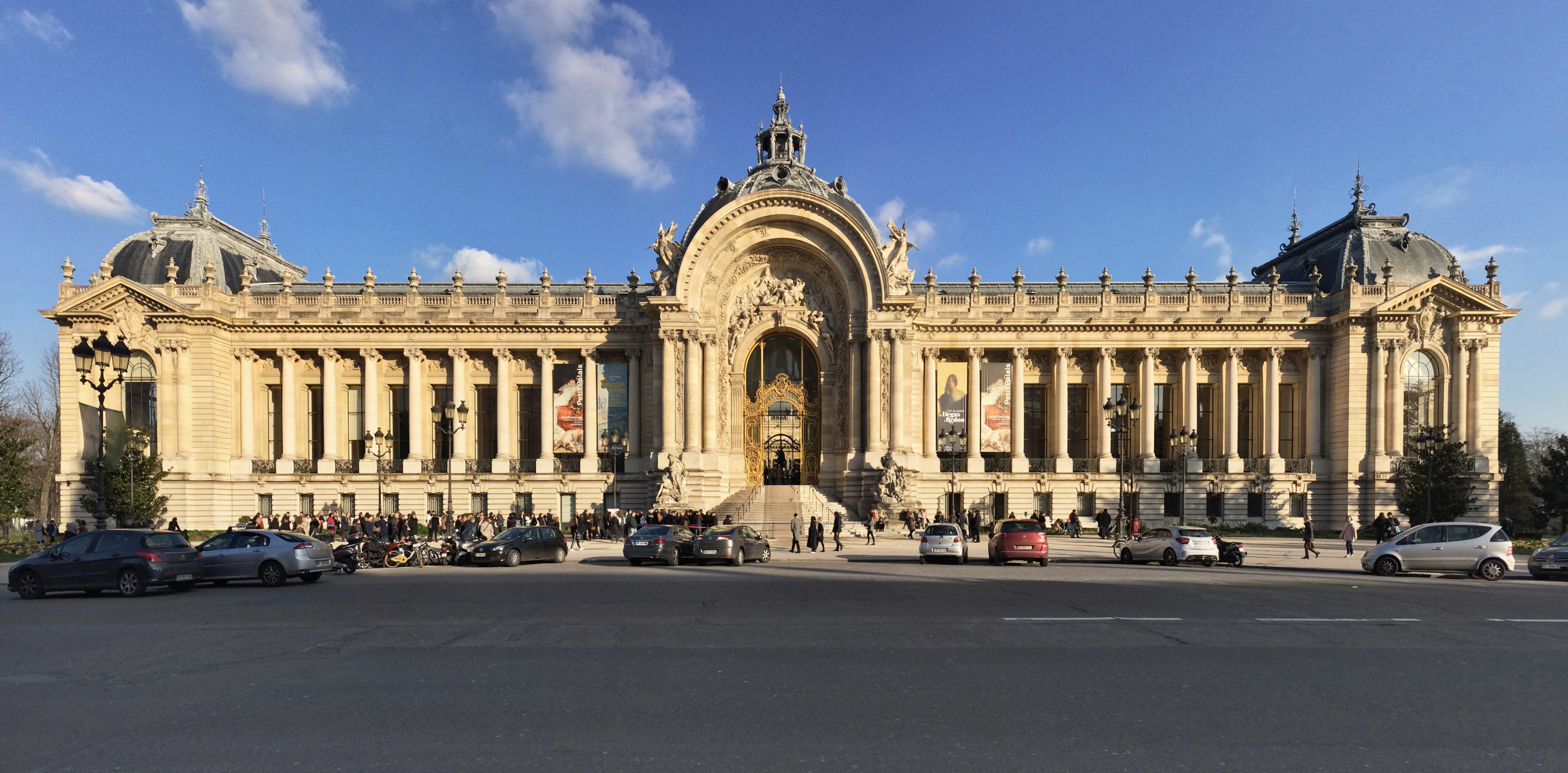
واجهة القصر الصغير

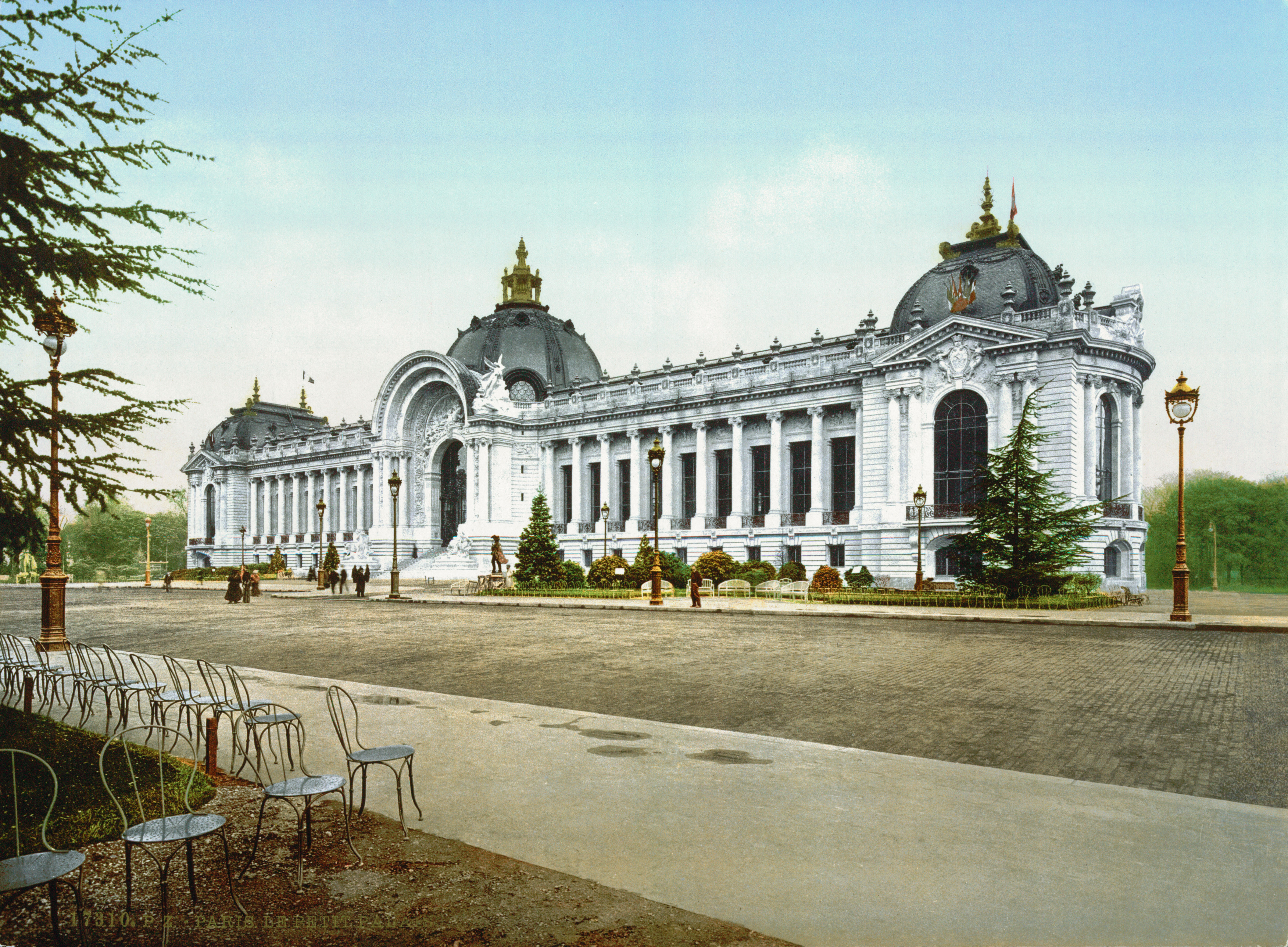
القصر الصغير عام 1900.

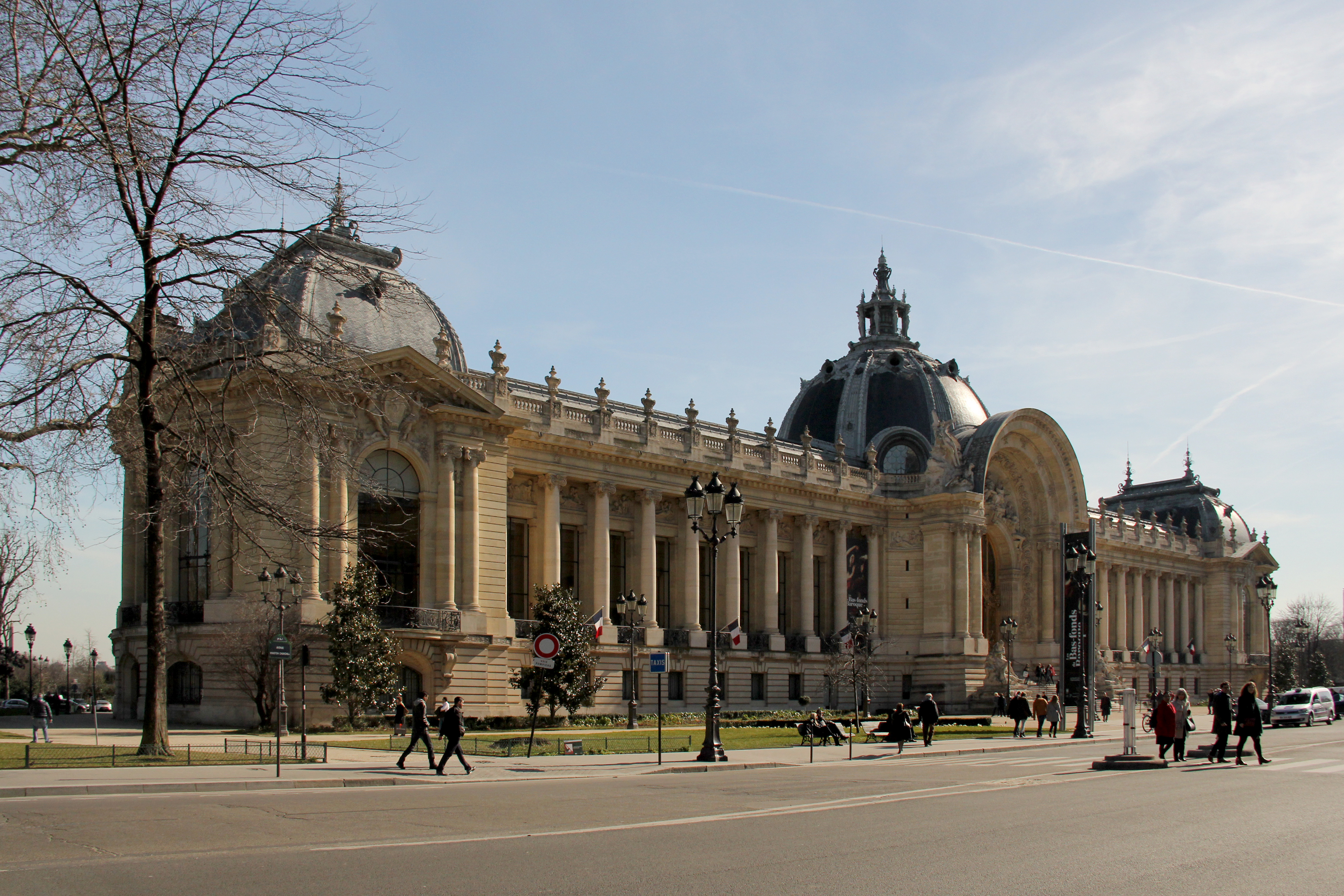
القصر الصغير في عام 2015

القصر الصغير (بالفرنسية: Petit Palais)‏ هو متحف فني في الدائرة الثامنة في باريس، فرنسا.
تم تشييده من أجل المعرض الدولي لعام 1900، ويضم الآن متحف مدينة باريس للفنون الجميلة ( Musée des beaux-Arts de la ville de Paris ). يقع فندق القصر الصغير على الجانب الآخر من القصر الكبير في شارع نيكولاس II ، حاليًا شارع وينستون تشرشل. تواجه الواجهات الأخرى للمبنى نهر السين وشارع الشانزليزيه .
القصر الصغير هو واحد من 14 متحفاً في مدينة باريس تم دمجها منذ 1 يناير 2013 في المؤسسة العامة متاحف باريس . تم إدراجه منذ عام 1975 كمعلم تاريخي من قبل وزارة الثقافة الفرنسية.